# Lake Temagami
Der Lake Temagami ist ein See im Nipissing District im Nordosten der kanadischen Provinz Ontario.

## Lage
Der Lake Temagami liegt etwa 80 km nördlich der Stadt North Bay. Der Name des Sees kommt von der Sprache der Ojibwa und bedeutet „tiefes Wasser neben dem Ufer“. Der See hat eine Gesamtfläche von 209,71 km². Die maximale Tiefe beträgt 109 m. Der Abfluss des Sees ist der Temagami River. An einem westlichen Arm des Sees liegt die Stadt Temagami sowie der Finlayson Point Provincial Park.

## Seefauna
Folgende Fischarten werden im See gefangen: Glasaugenbarsch, Kanadischer Zander, Forellenbarsch, Schwarzbarsch, Hecht, Amerikanischer Flussbarsch, Sonnenbarsche und Heringsmaräne. Der Fang des See-Störs ist ganzjährig verboten.